# Je te donne (chanson)
Pour les articles homonymes, voir Je te donne.
Singles de Jean-Jacques Goldman
Je marche seul/Elle attend
(1985) Pas toi
(1986)
Pistes de Non homologué
Compte pas sur moi
(1) Famille
(3)
Je te donne est une chanson écrite, composée et interprétée par Jean-Jacques Goldman et Michael Jones en 1985.

## Historique
Goldman et Jones se sont rencontrés à travers le groupe Taï Phong. À cette époque, Jean-Jacques Goldman, de plus en plus critique par rapport au fait de chanter en anglais et non en français, songe à quitter le groupe. Par ailleurs, il ne souhaite plus participer aux tournées. Michael Jones rejoint le groupe pour le remplacer sur scène. Goldman accepte cependant de participer à un nouvel album du groupe, Last Flight, en 1979, auquel l'artiste d'origine galloise contribue. Après ce troisième album, le groupe se dissout.
Ce n'est qu'à partir de 1983 que la complicité des deux hommes commence véritablement à naître. L'auteur de Quand la musique est bonne fait appel à Jones pour participer en tant que musicien à sa tournée.
Pour Je te donne, Goldman se charge d'écrire les paroles en français et Jones, des paroles en anglais. Les paroles abordent le thème de l'amitié entre Goldman et Jones et non pas une chanson contre le racisme comme cela a pu être interprété.
Le 20 mars 2013, la Communauté de l'Arche publie sur YouTube un Lip dub auquel Jean-Jacques Goldman participe, afin de promouvoir l'esprit d'accueil de la communauté.

## Accueil
Dès sa sortie en single en 1985, Je te donne devient numéro un du Top 50 pour 8 semaines consécutives, soit du 30 novembre 1985 au 18 janvier 1986.

## Le clip vidéo
Le clip est un film (3 min 58 s) dans lequel l'on voit simplement les deux chanteurs et les musiciens interpréter le titre. Le décor, pour l'œil averti, est constitué de modules de sonorisation professionnelle (caissons de grave, de médium, d'aigu, empilés de manière artistique, avec des décorations en tubes fluos sur certains) du célèbre constructeur anglais (en) Martin Audio [réf. nécessaire]. Ce système était alors plébiscité par les grands groupes de musique pour leurs grosses tournées mondiales. On notera que leur empilage, tel qu'il apparaît dans ce clip, n'avait rien de cohérent avec l'utilisation correcte de ce système audio.

## Classements
| Classement (1985-86)          | Meilleure position |
| ----------------------------- | ------------------ |
| Europe (European Hot 100)     | 26                 |
| France (SNEP)                 | 1                  |
| France (Radios périphériques) | 1                  |
| France (Radios FM)            | 1                  |
| Québec (Palmarès francophone) | 4                  |

| Classement (1985) | Meilleure position |
| ----------------- | ------------------ |
| France (SNEP)     | 2                  |

### Certification
| Pays                                                             | Certification | Ventes certifiées |
| ---------------------------------------------------------------- | ------------- | ----------------- |
| France (SNEP)                                                    | Platine       | 1 000 000*        |
| *Ventes selon la certification xNon précisé par la certification |               |                   |

## Version des Worlds Apart
Singles de Worlds Apart
Everybody
(1996) Just Say I Said Hello
(1996)
En 1996, le boys band britannique Worlds Apart fait une reprise de Je te donne. Celle-ci remportera un grand succès en France et en Wallonie, où elle se classera no 3 au Top 50.

### Classement hebdomadaire
| Classement (1996)                       | Meilleure position |
| --------------------------------------- | ------------------ |
| Autriche (Ö3 Austria Top 40)            | 16                 |
| Belgique (Flandre Ultratop 50 Singles)  | 35                 |
| Belgique (Wallonie Ultratop 50 Singles) | 3                  |
| France (SNEP)                           | 3                  |
| Suède (Sverigetopplistan)               | 16                 |
| Suisse (Schweizer Hitparade)            | 16                 |

## Dans la culture
Sauf indication contraire ou complémentaire, les informations mentionnées dans cette section proviennent du générique de fin de l'œuvre audiovisuelle présentée ici.
- 2013 : Le Prénom d'Alexandre de La Patellière et Matthieu Delaporte. Au début du film, en voix off, Vincent Larchet (incarné par Patrick Bruel) l'évoque en citant une partie de ses paroles :  « toutes leurs différences, tous ces défauts qui sont autant de chances ».

## Version de Génération Goldman
Cette chanson a aussi été reprise par le groupe Génération Goldman qui rend hommage à Jean-Jacques Goldman en reprenant ses chansons. Dans cette version les chanteurs sont : Leslie et Ivyrise. Leslie chante les paroles écrites par Jean-Jacques Goldman et Ivyrise celles écrites par Michael Jones.